# Dohrniphora luteicincta
Dohrniphora luteicincta är en tvåvingeart som beskrevs av Borgmeier 1960. Dohrniphora luteicincta ingår i släktet Dohrniphora och familjen puckelflugor. Inga underarter finns listade i Catalogue of Life.